# Gregor Mendel
Gregor Johann Mendel, född 20 juli 1822 i Heinzendorf bei Odrau i Böhmen, Kejsardömet Österrike (numera Tjeckien), död 6 januari 1884 i Brünn (dagens Brno), Mähren, Kejsardömet Österrike, numera Tjeckien, var en österrikisk-tjeckisk katolsk munk, korherre och ärftlighetsforskare.
Genom sina experiment med att korsa ärtsorter framlade han den första teorin om hur egenskaper nedärvs genom att anlag slumpmässigt kombineras i avkomman. Många av hans termer används än idag, däribland dominanta och recessiva anlag.
Han publicerade sina rön 1865, men hans idéer uppmärksammades först efter hans död, i början på 1900-talet, när andra forskare gjorde samma upptäckt. Mendel erkänns numera som genetikens fader.

## Biografi

### Barndom och ungdomsår
Mendel föddes den 20 juli 1822 till en etniskt tysk familj i Heinzendorf bei Odrau i Österrike (i nuvarande Tjeckien). Han fick namnet Johann Mendel (namnet Gregor skulle han få senare), och döptes två dagar efter födseln. Han var son till Anton och Rosine (Schwirtlich) Mendel, och hade två systrar, en äldre (Veronica) och en yngre (Theresia). Familjen levde och arbetade på en gård som familjen Mendel då ägt i åtminstone 130 år. Under sin barndom arbetade Mendel som trädgårdsmästare, samtidigt som han studerade biodling, och som ung gick han på gymnasiet i Troppau. Senare, från 1840 till 1843, studerade han praktisk och teoretisk filosofi samt fysik vid universitet i Olmütz. När Mendel påbörjade studierna vid den filosofiska fakulteten, leddes den naturhistoriska avdelningen av Johann Karl Nestler, som genomförde forskningen på ärftliga drag hos växter och djur, speciellt får.
1843 påbörjade Mendel utbildningen för att bli munk. Efter rekommendation från sin fysiklärare Friedrich Franz, gick han med i det augustinska klostret i Brünn. Han antog förnamnet Gregor när han påbörjat sitt religiösa liv. 1851 skickades Mendel till universitetet i Wien för att studera efter sponsring från abboten Cyrill Franz Napp. I Wien var hans fysikprofessor Christian Doppler. Mendel återvände till klostret 1853 som lärare, speciellt i fysik, och 1867 skulle han ersätta Napp som abbot.

### Experiment på växthybridisering
Gregor Mendel inspirerades till sin forskning i ärftlighetslära av bägge sina professorer på universitetet i Olmütz, Friedrich Franz och Johann Karl Nestler, och av sina kollegor på klostret, främst Franz Diebl. Mendel började studera variation i växter och använde klostrets två hektar stora gård, som planterats av abbot Napp 1830, för sina experiment. Mellan 1856 och 1863 planterade Mendel 29 000 ärtplantor (Pisum sativum). Studien visade honom att en av fyra ärtplantor hade recessiva alleler, två av fyra var hybrider, och en av fyra var dominant.
Mendel läste sitt arbete Versuche über Pflanzenhybriden (Försök med växtbastarder) vid två möten med Brünns naturhistoriska förening 1865. Den mottogs väl och uppmärksammades i flera lokala tidningar. När Mendels arbete publicerades 1866, i Verhandlungen des naturforschenden Vereins Brünn, ansågs den generellt handla om hybridisering och inte ärftlighetslära, och den fick inte mycket genomslag utan citerades endast tre gånger under de kommande trettiofem åren.

### Experiment på bins ärftlighet
Efter att Mendel slutfört sitt arbete med ärter, började han experimentera med bin för att utveckla sin teori till att innefatta djurriket. Detta gjorde han i bikupor som han själv hade designat. Han producerade en hybridart (så våldsam att den utplånades) men misslyckades med att generera en klar bild av deras ärftlighet på grund av svårigheterna i att kontrollera parningsförhållanden.  Utöver ärftlighetsläran studerade Mendel även astronomi och meteorologi, och 1865 grundade han Det Österrikiska meteorologiförbundet. Trots att Mendel efter sin död skulle bli känd för sitt arbete inom biologin, rörde majoriteten av hans publicerade arbeten meteorologi.

### Slutet på hans liv
Sedan Mendel valts till abbot 1868, lät han sitt vetenskapliga arbete i princip upphöra eftersom han blev överöst med administrativa plikter, speciellt en tvist med myndigheterna om deras försök att införa speciella skatter på religiösa institutioner.
Mendel dog den 6 januari 1884, 61 år gammal, i Brünn, av kronisk nefrit. Den tjeckiske kompositören Leoš Janáček spelade orgel vid Mendels begravning. Efter hans död brände den efterträdande abboten alla papper i Mendels samling, för att markera ett slut på hans skattetvist.
Under Mendels liv blev hans arbete i stort sett förkastat, och det blev inte allmänt accepterat förrän efter hans död. Under hans levnadstid accepterade många biologer blandningsärftlighetsläran, och Charles Darwin försökte förgäves att förklara ärftligheten han såg i evolutionen genom den senare förkastade pangenesisteorin. Mendels idéer återupptäcktes först på tidigt 1900-tal. På 1930- och 1940-talet kombinerades den mendelianska genetiken med Darwins teori om naturligt urval, och tillsammans har de format modern evolutionär syntes, grunden till modern biologi.

## Eftermäle
Asteroiden 3313 Mendel är uppkallad efter honom.

## Galleri

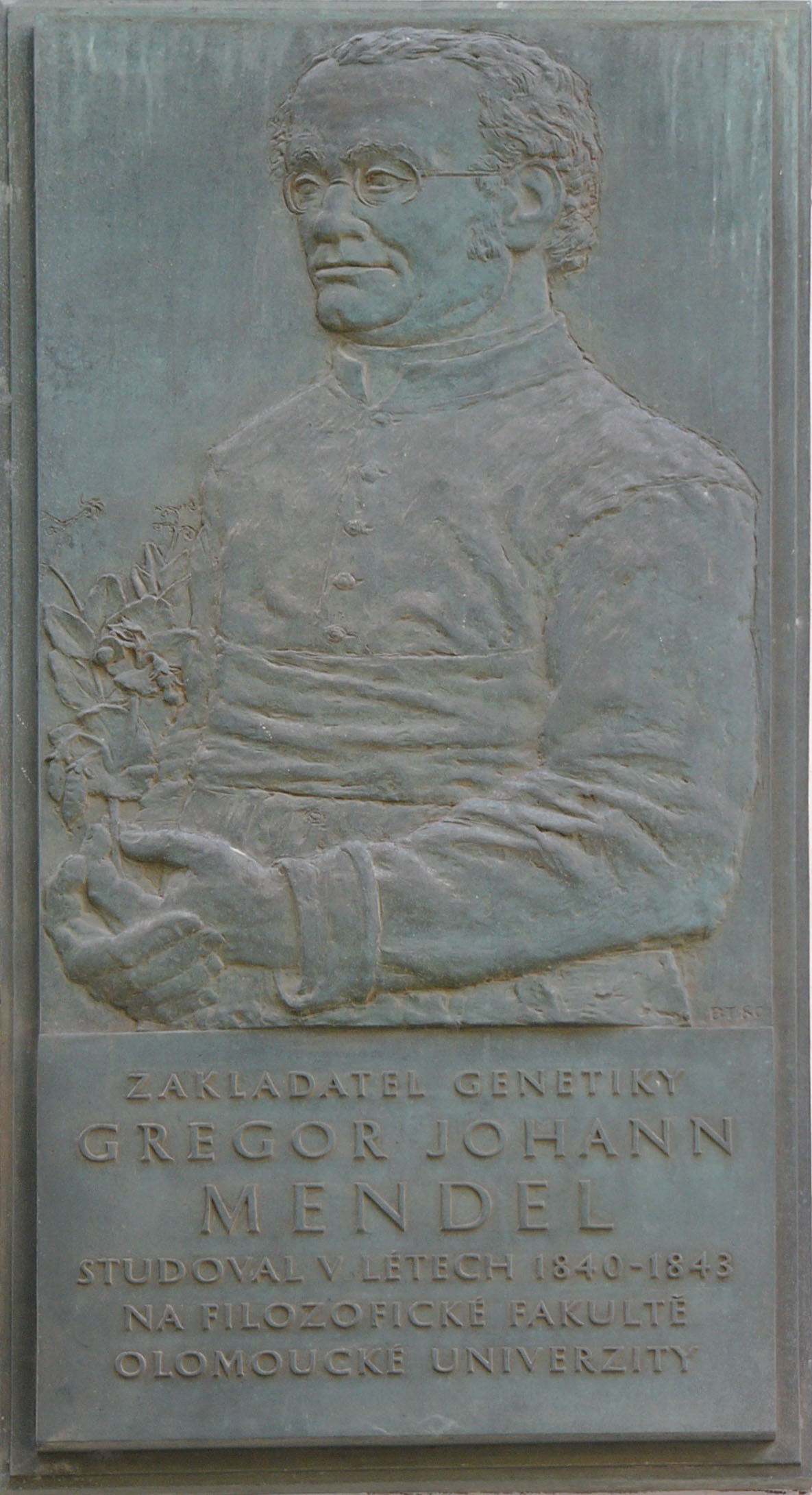
Gregor Johann Mendel – minnestavla på fasaden till universitet i Olomouc, där Mendel studerade 1840–1843.
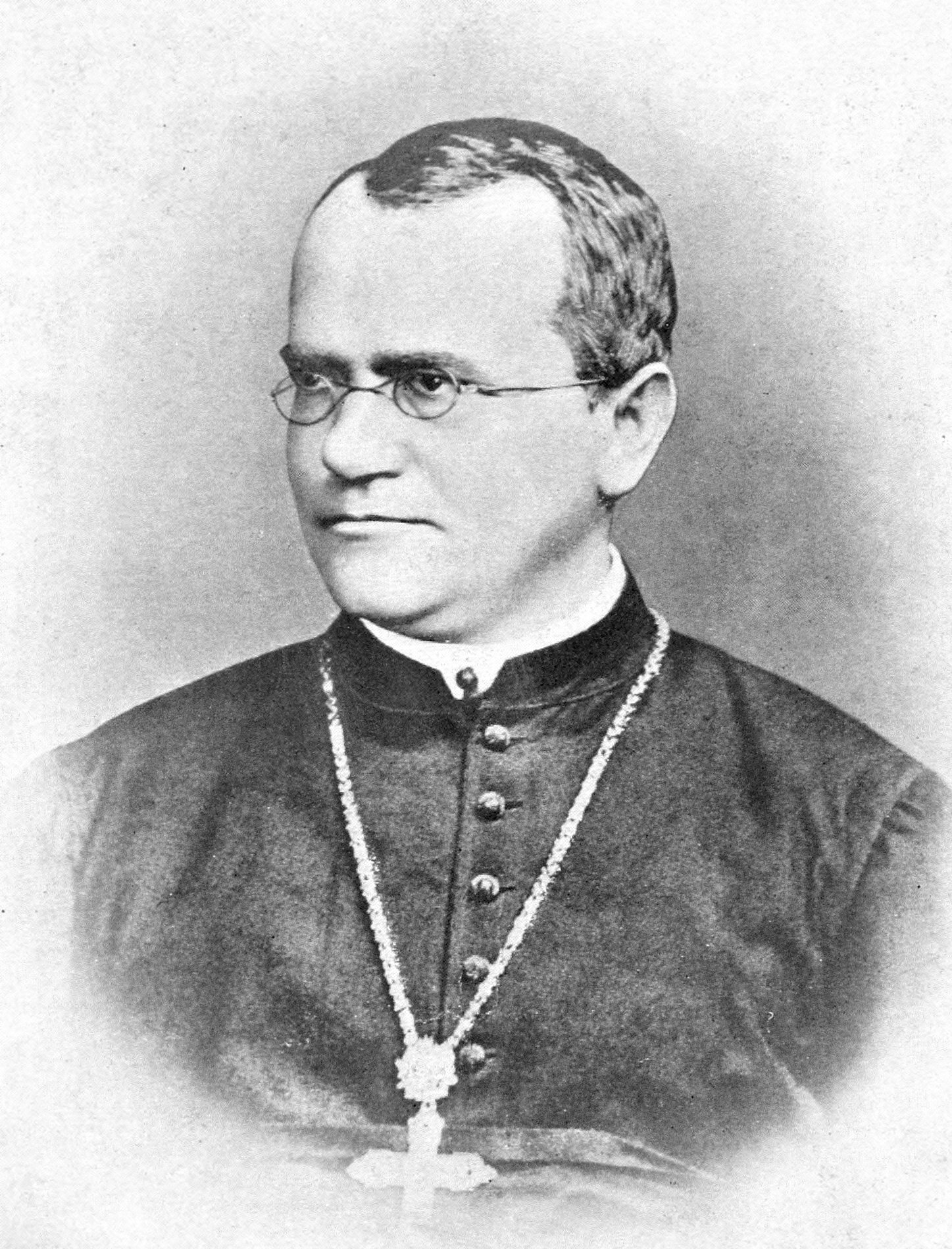
Gregor Mendel, titelplansch från "Mendel's principles of heredity: A Defence".
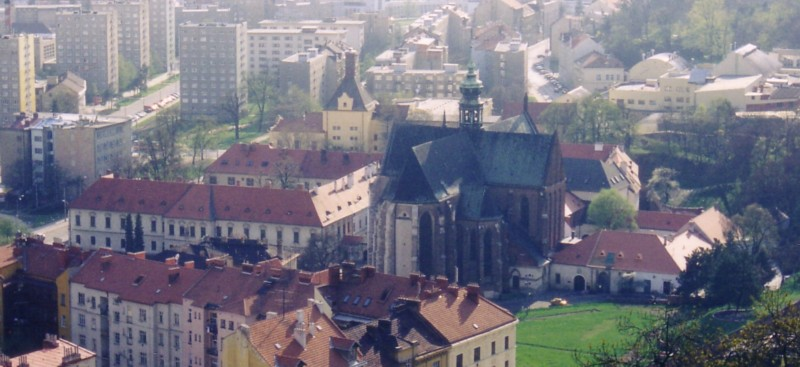
Klostret i Brno, där Mendel forskade samt var abbot.
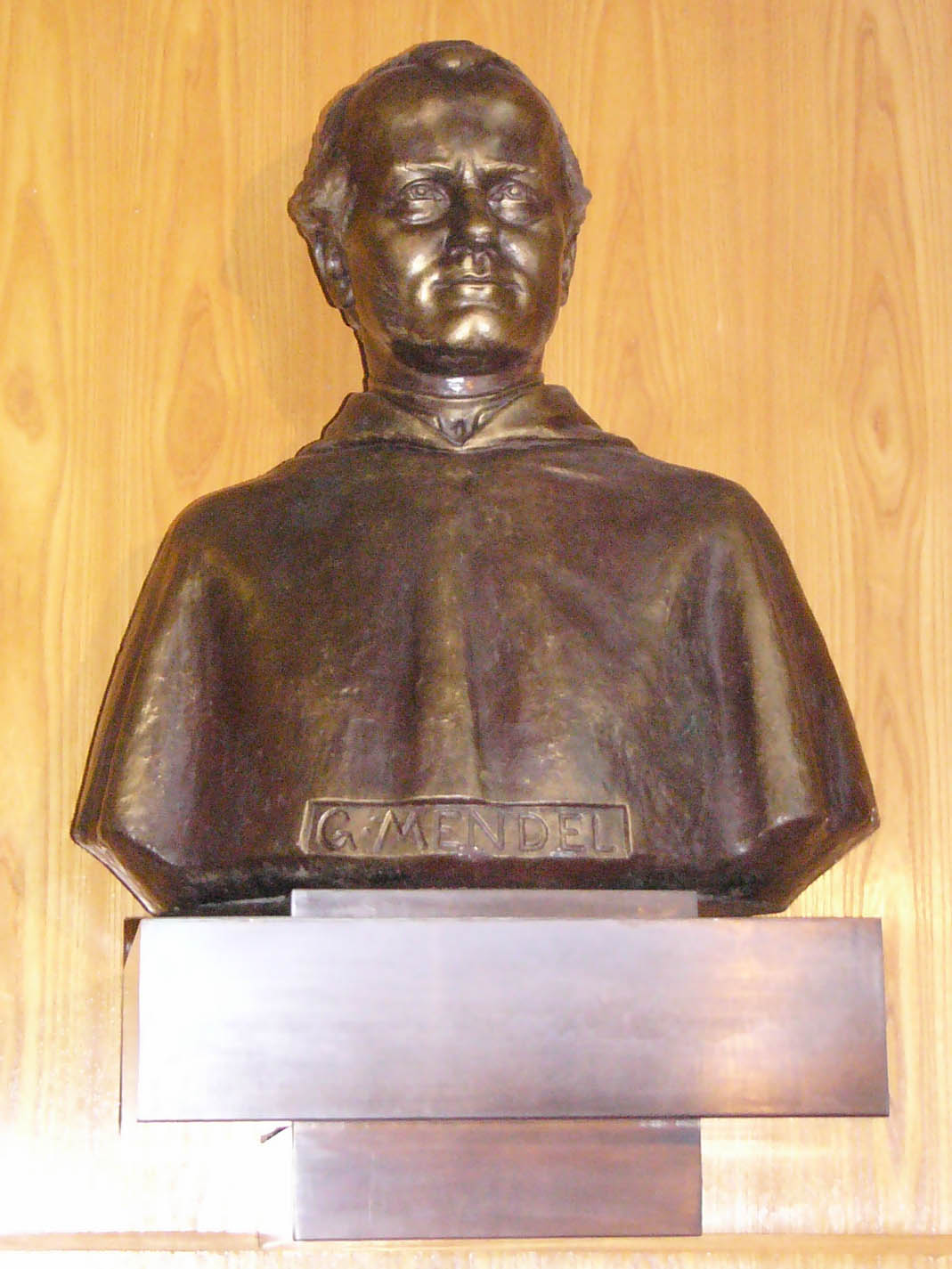
Byst av Mendel vid Mendeluniversitetet i Brno.